# Tibor Linka
Tibor Linka (13 de fevereiro de 1995) é um canoísta de velocidade eslovaco, medalhista olímpico.

## Carreira
Tibor Linka representou seu país na Rio 2016 e ganhou a medalha de prata no prova do K4-1000m.